# Latinisation (christianisme)
Pour les articles homonymes, voir latinisation.
Dans l'histoire du christianisme, on appelle latinisation, un mouvement et processus par lequel certains aspects de la vie – et surtout de la liturgie - des Églises orientales (en particulier les Églises catholiques orientales) ont été modifiés pour ressembler de plus près aux pratiques de l'Église latine et romaine. Ce processus, déjà présent à l’époque coloniale, a été particulièrement insistant aux XVIIIe et XIXe siècles, jusqu'à ce qu'il fût interdit par le pape Léon XIII par son encyclique sur les églises orientales catholiques ‘Orientalium dignitas’ de 1894.
La latinisation, qui fut à l’origine de plusieurs schismes, reste une question sensible dans les relations entre l’Église latine (catholique romaine) et les Églises orientales, en partie à cause de la grande différence démographique entre la première et les secondes. 
Allant plus loin qu’une simple interdiction de toute latinisation le Concile Vatican II, dans son décret Orientalium Ecclesiarum, reconnait explicitement l’autonomie des Églises orientales - y compris dans leur législation et structures de gouvernement - et les invite à prendre des mesures pour redécouvrir et revenir à l’authenticité de leur tradition ancestrale : « [...] et s’ils s’en sont écartés indûment du fait des circonstances de temps ou de personnes, qu’ils s’efforcent de revenir à leurs traditions ancestrales ».  Cela concerne non seulement les rites ou le chant liturgique mais également d’autres aspects de la vie ecclésiale tel la discipline des sacrements, l’iconographie religieuse ou le mobilier d’église. 